# Burg Friedberg (Oppenau)
Die Burg Friedberg ist der Überrest einer Spornburg auf 300 m ü. NN am Berg oberhalb der Kirche der Stadt Oppenau im Ortenaukreis in Baden-Württemberg. Die Burgruine wurde im 20. Jahrhundert zu einem Wohnhaus ausgebaut.

## Geschichte
Die Burg wurde vermutlich um das Jahr 1300 zum Schutz des Klosters Allerheiligen von den Verwaltern des Klosters erbaut. 1319 kam die Burg dann in den Besitz der Bischöfe von Straßburg, sie nutzten sie als Verwaltungsgebäude. Die Gebäude der Anlage wurden 1574 erneuert und dienten als Sitz eines Vogtes. Anschließend verfiel das Schloss langsam, 1605 wird es als „verwahrlost“ bezeichnet. Bei einem großen Feuer im Jahr 1615 wurden das Schloss und die Stadt Oppenau ein Raub der Flammen, später wurde ein schlossähnliches Gebäude im Bereich der Ruine erbaut, das sich heute in Privatbesitz befindet.
Die Burganlage war ein Rechteckbau mit rundem, länglichem Wohnturm, von dem noch Reste erhalten sind, umgeben von zwei großen Halsgräben, die heute von Häusern überbaut sind. 